# Crkva Uspenja Presvete Bogorodice u Drnišu
Crkva Uspenja Presvete Bogorodice  je pravoslavna crkva  u Drnišu.
Sagrađena je na temeljima stare, manje crkve iz 17. stoljeća koja je zatvorena 1888. zbog dotrajalosti. Nakon zatvaranja stare crkve, mise su se služile u grobljanskoj crkvi Svetog Arhanđela. Kamen temeljac nove crkve položen je 28. kolovoza 1899. godine, a crkva je dovršena 1906. te posvećena 1908. godine. Crkva se nalazi u centru Drniša, a projektirao ju je poznati hrvatski arhitekt Ćiril Metod Iveković u duhu eklekticizma, spajajući elemente bizantske i romaničke arhitekture. Zbog nedostatka novca, projekt kupole u duhu bizantske arhitekture nije realiziran, pa građevinom dominiraju neoromaničke stilske odlike.
Točna godina izgradnje stare crkve nije poznata, a njen najstariji pisani spomen nalazimo u mletačkom katastru iz 1710. godine. Autori koji su se u svom znanstvenom radu bavili ovom crkvom datiraju njenu izgradnju nakon 1683., odnosno konačnog oslobođenja Drniša od Osmanlija, dok Srpska pravoslavna crkva izgradnju smješta u osmansko razdoblje, u 1618. godinu, i to na osnovu tvrdnji iz kontroverzne knjige Nikodima Milaša „Pravoslavna Dalmacija“.
Za vrijeme ratova, crkva nije pretrpjela štetu.